# Coupe de l'EHF masculine 2018-2019
Navigation
Coupe de l'EHF 2017-2018 Coupe de l'EHF 2019-2020
L'édition 2018-2019 de la Coupe de l'EHF masculine est la 38e édition de la compétition, organisée par la Fédération européenne de handball (EHF) et la septième depuis la fusion avec la Coupe des vainqueurs de coupe. Elle met aux prises 59 clubs européens.
La finale à quatre a lieu le vendredi 17 et le samedi 18 mai 2019 dans la Sparkassen-Arena, la salle du THW Kiel.
Le THW Kiel ne rate pas l'occasion de remporter son 4e titre dans la compétition après avoir gagné tous ses matchs, écartant notamment en finale le Füchse Berlin, tenant du titre.

## Présentation

### Modalités
La compétition est composée de trois phases :
- une phase de qualification en trois tours, disputé deux à deux en matchs aller-retour
- une phase de groupes avec quatre poules de quatre équipes
- une phase finale composée de quarts de finale, disputés deux à deux en matchs aller-retour et d'une finale à quatre.

### Clubs participants
Les places sont majoritairement allouées selon le coefficient EHF de chaque pays. D'autres équipes sont autorisées à participer sur dossier (celles-ci sont suivies de *).
Les clubs (16) qualifiés pour le troisième tour sont :
- RK Nexe Našice : 2e du Championnat de Croatie
- Team Tvis Holstebro : vainqueur de la Coupe du Danemark
- GOG Håndbold : 3e du Championnat du Danemark (en)
- BM Granollers : 3e du Championnat d'Espagne
- BM Logroño La Rioja : 4e du Championnat d'Espagne
- BM Ciudad Encantada : 5e du Championnat d'Espagne
- Saint-Raphaël Var Handball : 4e du Championnat de France
- Füchse Berlin : tenant du titre et 3e du Championnat d'Allemagne
- SC Magdebourg : 4e du Championnat d'Allemagne
- TSV Hannover-Burgdorf : finaliste de la Coupe d'Allemagne (en)
- THW Kiel* : 5e du Championnat d'Allemagne
- Tatabánya KC : 3e du Championnat de Hongrie (en)
- Balatonfüredi KSE : 4e du Championnat de Hongrie
- RK Eurofarm Rabotnik : 3e du Championnat de Macédoine
- KS Azoty-Puławy : 3e du Championnat de Pologne (pl)
- HK Malmö : 2e du Championnat de Suède (en)

Les clubs (21) qualifiés pour le deuxième tour sont :
- Alpla HC Hard : 2e du Championnat d'Autriche (de)
- Achilles Bocholt : 1er du Championnat de Belgique
- SKA Minsk : 2e du Championnat de Biélorussie
- HC Baník Karviná : 1er du Championnat de Rép. tchèque
- Aalborg Håndbold : 4e du Championnat du Danemark
- Pays d'Aix UC* : 5e du Championnat de France
- Olympiakós Le Pirée : 1er du Championnat de Grèce (en)
- Komlói Bányász SK* : 5e du Championnat de Hongrie
- ÍB Vestmannaeyja : 1er du Championnat d'Islande
- Maccabi Rishon LeZion : 3e du Championnat d'Israël
- RK Tinex Prolet Skopje : 4e du Championnat de Macédoine
- HV Aalsmeer : 1er du Championnat des Pays-Bas (nl)
- Drammen HK : 3e du Championnat de Norvège
- Gwardia Opole : 4e du Championnat de Pologne
- Benfica Lisbonne : 2e du Championnat du Portugal (pt)
- Spartak Moscou : 2e du Championnat de Russie
- Dobrogea Sud Constanța : vainqueur de la Coupe de Roumanie
- RK Vojvodina Novi Sad : 1er du Championnat de Serbie
- Pfadi Winterthur : vainqueur de la Coupe de Suisse
- RD Ribnica RH : 2e du Championnat de Slovénie
- ZTR Zaporijjia : 2e du Championnat d'Ukraine

Les clubs (22) qualifiés pour le premier tour sont :
- SG Handball Vienne-Ouest : 3e du Championnat d'Autriche
- RK Dubrava Zagreb : 3e du Championnat de Croatie
- GRK Varaždin : 4e du Championnat de Croatie
- Talent MAT Plzeň : 2e du Championnat de Rép. tchèque
- Põlva Serviti : 1er du Championnat d'Estonie
- Glasgow HC : 1er du Championnat de Grande-Bretagne
- HC Batoumi : 1er du Championnat de Géorgie
- FH Hafnarfjörður : 2e du Championnat d'Islande
- UMF Selfoss : ?e du Championnat d'Islande
- KH BESA Famiglia : 1er du Championnat du Kosovo
- HC Klaipėda Dragūnas : 1er du Championnat de Lituanie
- Handball Käerjeng : 1er du Championnat du Luxembourg
- OCI Limburg Lions Geleen : 2e du Championnat des Pays-Bas
- FC Porto : 3e du Championnat du Portugal
- Steaua Bucarest : 2e du Championnat de Roumanie (en)
- AHC Potaissa Turda : 3e du Championnat de Roumanie
- RK Gorenje Velenje : 3e du Championnat de Slovénie
- RK Koper : 4e du Championnat de Slovénie
- RK Železničar Niš : 2e du Championnat de Serbie
- Kadetten Schaffhausen : 3e  du Champ. de Suisse (de)
- BSV Berne : 4e du Championnat de Suisse
- Alingsås HK : 3e du Championnat de Suède

## Phase de qualification

### Premier tour
Les matchs aller se déroulent les 1er et 2 septembre et les matchs retour les 8 et 9 septembre 2018 :
| Équipe 1                 | Score   | Équipe 2                 | Aller   | Retour  |
| ------------------------ | ------- | ------------------------ | ------- | ------- |
| SG Handball Vienne-Ouest | 54 – 55 | OCI Limburg Lions Geleen | 26 – 25 | 28 – 30 |
| HC Batoumi               | 42 – 67 | KH BESA Famiglia         | 20 – 30 | 22 – 37 |
| Põlva Serviti            | 51 – 53 | BSV Berne                | 26 – 26 | 25 – 27 |
| Talent MAT Plzeň         | 69 – 24 | Glasgow HC               | 39 – 12 | 30 – 12 |
| FC Porto                 | 68 – 45 | AHC Potaissa Turda       | 41 – 21 | 27 – 24 |
| RK Železničar Niš        | 56 – 59 | Handball Käerjeng        | 30 – 27 | 26 – 32 |
| RK Koper                 | 49 – 56 | Kadetten Schaffhausen    | 25 – 25 | 24 – 31 |
| UMF Selfoss              | 60 – 55 | HC Klaipėda Dragūnas     | 34 – 28 | 26 – 27 |
| Alingsås HK              | 48 – 51 | RK Gorenje Velenje       | 26 – 23 | 22 – 28 |
| GRK Varaždin             | 50 – 55 | Steaua Bucarest          | 25 – 26 | 25 – 29 |
| RK Dubrava Zagreb        | 61 – 63 | FH Hafnarfjörður         | 29 – 33 | 32 – 30 |

### Deuxième tour
Les matchs aller se déroulent les 6 et 7 octobre et les matchs retour les 13 et 14 octobre 2018 :
| Équipe 1                 | Score    | Équipe 2               | Aller   | Retour  |
| ------------------------ | -------- | ---------------------- | ------- | ------- |
| RK Vojvodina Novi Sad    | 55 – 44  | HV Aalsmeer            | 29 – 21 | 26 – 23 |
| RD Ribnica RH            | 56 – 59  | UMF Selfoss            | 30 – 27 | 26 – 32 |
| Handball Käerjeng        | 64 – 74  | Achilles Bocholt       | 29 – 33 | 35 – 41 |
| HC Baník Karviná         | 58 – 47  | RK Tinex Prolet Skopje | 26 – 22 | 32 – 25 |
| Komlói Bányász SK        | 56 – 56E | Olympiakós Le Pirée    | 34 – 29 | 22 – 27 |
| RK Gorenje Velenje       | 47 – 45  | Gwardia Opole          | 26 – 22 | 21 – 23 |
| Aalborg Håndbold         | 60 – 53  | Pfadi Winterthur       | 31 – 29 | 29 – 24 |
| Dobrogea Sud Constanța   | 57 – 44  | Talent MAT Plzeň       | 28 – 21 | 29 – 23 |
| Drammen HK               | 57 – 53  | KH BESA Famiglia       | 37 – 26 | 20 – 27 |
| OCI Limburg Lions Geleen | 52E – 52 | Alpla HC Hard          | 23 – 23 | 29 – 29 |
| Steaua Bucarest          | 48 – 50  | Maccabi Rishon LeZion  | 25 – 23 | 23 – 27 |
| Spartak Moscou           | 46 – 47  | BSV Berne              | 28 – 23 | 18 – 24 |
| Benfica Lisbonne         | 71 – 63  | FH Hafnarfjörður       | 37 – 32 | 34 – 31 |
| FC Porto                 | 58 – 54  | SKA Minsk              | 34 – 29 | 24 – 25 |
| ZTR Zaporijjia           | 60 – 68  | Kadetten Schaffhausen  | 27 – 30 | 33 – 38 |
| ÍB Vestmannaeyja         | 49 – 59  | Pays d'Aix UC          | 24 – 23 | 25 – 36 |

E Qualifié selon la règle des buts marqués à l'extérieur.

### Troisième tour
Le tirage au sort aura lieu le 16 octobre 2018 et les matchs aller se déroulent les 17 et 18 novembre et les matchs retour les 24 et 25 novembre 2018.
| Équipe 1              | Score    | Équipe 2                   | Aller   | Retour  |
| --------------------- | -------- | -------------------------- | ------- | ------- |
| HC Baník Karviná      | 62 – 66  | Balatonfüredi KSE          | 33 – 34 | 29 – 32 |
| RK Vojvodina Novi Sad | 52 – 70  | GOG Håndbold               | 27 – 32 | 25 – 38 |
| Pays d'Aix UC         | 50 – 53  | Team Tvis Holstebro        | 25 – 25 | 25 – 28 |
| Maccabi Rishon LeZion | 59 – 63  | Saint-Raphaël Var Handball | 29 – 36 | 30 – 27 |
| RK Eurofarm Rabotnik  | 59 – 47  | BSV Berne                  | 29 – 19 | 30 – 28 |
| TSV Hannover-Burgdorf | 74 – 69  | Benfica Lisbonne           | 41 – 36 | 33 – 33 |
| Achilles Bocholt      | 54 – 71  | BM Ciudad Encantada        | 29 – 34 | 25 – 37 |
| Tatabánya KC          | 58 – 45  | OCI Limburg Lions Geleen   | 31 – 18 | 27 – 27 |
| HK Malmö              | 50 – 57  | Dobrogea Sud Constanța     | 22 – 23 | 28 – 34 |
| SC Magdebourg         | 53 – 57  | FC Porto                   | 26 – 23 | 27 – 34 |
| BM Granollers         | 57 – 49  | RK Gorenje Velenje         | 24 – 25 | 33 – 24 |
| BM Logroño La Rioja   | 50E – 50 | Kadetten Schaffhausen      | 26 – 22 | 24 – 28 |
| KS Azoty-Puławy       | 60 – 54  | UMF Selfoss                | 33 – 26 | 27 – 28 |
| THW Kiel              | 70 – 41  | Drammen HK                 | 34 – 23 | 36 – 18 |
| Aalborg Håndbold      | 54 – 57  | Füchse Berlin              | 31 – 29 | 23 – 28 |
| Olympiakós Le Pirée   | 47 – 55  | RK Nexe Našice             | 22 – 25 | 25 – 30 |

E Qualifié selon la règle des buts marqués à l'extérieur.
Parmi les résultats notables, on peut remarquer la nette qualification du THW Kiel (+29), qui justifie son statut de favori de la compétition, et les éliminations du SC Magdebourg, triple vainqueur de la compétition et demi-finaliste lors de l'édition précédente, et du Pays d'Aix UC, dont il s'agissait de la première participation à une coupe d'Europe.

## Phase de groupe
La phase de groupe se déroule du 9 février 2019 au 31 mars 2019.
Les 16 équipes qualifiées sont réparties dans 4 pots et le tirage au sort des poules a été effectué le 29 novembre 2018.

### Légendes
| Légende liée au classement - Directement qualifié pour les demi-finales (en tant qu'organisateur du Final Four) - Qualifié pour les quarts de finale - Moins bon deuxième, donc éliminé - Éliminé (3e et 4e place) | Légende liée aux scores - Victoire à domicile - Match nul - Défaite à domicile |

### Groupe A
|   | Équipe            | Pts | J | G | N | P | Bp  | Bc  | Diff |  | Résultats (dom.\ext.) |       |       |       |       |
| - | ----------------- | --- | - | - | - | - | --- | --- | ---- |  | --------------------- | ----- | ----- | ----- | ----- |
| 1 | Füchse Berlin     | 10  | 6 | 5 | 0 | 1 | 192 | 166 | 26   |  | Füchse Berlin         |       | 33-29 | 29-27 | 36-23 |
| 2 | Saint-Raphaël VHB | 8   | 6 | 4 | 0 | 2 | 180 | 169 | 11   |  | Saint-Raphaël VHB     | 34-31 |       | 30-26 | 27-23 |
| 3 | Logroño La Rioja  | 4   | 6 | 2 | 0 | 4 | 174 | 180 | -6   |  | Logroño La Rioja      | 29-34 | 29-28 |       | 29-24 |
| 4 | Balatonfüredi KSE | 2   | 6 | 1 | 0 | 5 | 156 | 187 | -31  |  | Balatonfüredi KSE     | 24-29 | 27-32 | 35-34 |       |

### Groupe B
|   | Équipe                | Pts | J | G | N | P | Bp  | Bc  | Diff |  | Résultats (dom.\ext.) |       |       |       |       |
| - | --------------------- | --- | - | - | - | - | --- | --- | ---- |  | --------------------- | ----- | ----- | ----- | ----- |
| 1 | Tatabánya KC          | 9   | 6 | 4 | 1 | 1 | 172 | 154 | 18   |  | Tatabánya KC          |       | 28-25 | 27-28 | 30-27 |
| 2 | TSV Hannover-Burgdorf | 7   | 6 | 3 | 1 | 2 | 162 | 144 | 18   |  | TSV Hannover-Burgdorf | 27-27 |       | 32-22 | 24-21 |
| 3 | RK Nexe Našice        | 6   | 6 | 3 | 0 | 3 | 156 | 160 | -4   |  | RK Nexe Našice        | 26-29 | 29-25 |       | 23-18 |
| 4 | RK Eurofarm Rabotnik  | 2   | 6 | 1 | 0 | 5 | 133 | 165 | -32  |  | RK Eurofarm Rabotnik  | 21-31 | 17-29 | 29-28 |       |

### Groupe C
|   | Équipe                 | Pts | J | G | N | P | Bp  | Bc  | Diff |  | Résultats (dom.\ext.)  |       |       |       |       |
| - | ---------------------- | --- | - | - | - | - | --- | --- | ---- |  | ---------------------- | ----- | ----- | ----- | ----- |
| 1 | FC Porto               | 12  | 6 | 6 | 0 | 0 | 196 | 168 | 28   |  | FC Porto               |       | 32-29 | 30-27 | 37-26 |
| 2 | Team Tvis Holstebro    | 6   | 6 | 3 | 0 | 3 | 175 | 160 | 15   |  | Team Tvis Holstebro    | 31-33 |       | 29-25 | 34-22 |
| 3 | Dobrogea Sud Constanța | 4   | 6 | 2 | 0 | 4 | 165 | 174 | -9   |  | Dobrogea Sud Constanța | 29-35 | 22-28 |       | 34-26 |
| 4 | BM Ciudad Encantada    | 2   | 6 | 1 | 0 | 5 | 152 | 186 | -34  |  | BM Ciudad Encantada    | 26-29 | 26-24 | 26-28 |       |

### Groupe D
|   | Équipe          | Pts | J | G | N | P | Bp  | Bc  | Diff |  | Résultats (dom.\ext.) |       |       |       |       |
| - | --------------- | --- | - | - | - | - | --- | --- | ---- |  | --------------------- | ----- | ----- | ----- | ----- |
| 1 | THW Kiel        | 12  | 6 | 6 | 0 | 0 | 191 | 144 | 47   |  | THW Kiel              |       | 37-23 | 34-28 | 26-23 |
| 2 | GOG Håndbold    | 6   | 6 | 3 | 0 | 3 | 182 | 180 | 2    |  | GOG Håndbold          | 22-26 |       | 34-26 | 41-29 |
| 3 | BM Granollers   | 5   | 6 | 2 | 1 | 3 | 174 | 195 | -21  |  | BM Granollers         | 22-33 | 34-31 |       | 30-29 |
| 4 | KS Azoty-Puławy | 1   | 6 | 0 | 1 | 5 | 169 | 197 | -28  |  | KS Azoty-Puławy       | 26-35 | 28-31 | 34-34 |       |

Avec six points et une différence de buts de +2, le GOG Håndbold est le moins bon deuxième et est donc éliminé.

## Phase finale

### Quarts de finale
Équipes qualifiées
- Füchse Berlin
- Saint-Raphaël Var Handball
- Tatabánya KC
- TSV Hannover-Burgdorf
- FC Porto
- Team Tvis Holstebro

Les matchs aller se déroulent les 20 et 21 avril et les matchs retour les 27 et 28 avril 2019.
| Équipe                | Aller   | Total   | Retour  | Équipe        |
| --------------------- | ------- | ------- | ------- | ------------- |
| Team Tvis Holstebro   | 29 – 24 | 52 – 50 | 23 – 26 | Tatabánya KC  |
| TSV Hannover-Burgdorf | 26 – 34 | 54 – 64 | 28 – 30 | Füchse Berlin |
| Saint-Raphaël VHB     | 30 – 30 | 60 – 64 | 30 – 34 | FC Porto      |

### Finale à quatre
La finale à quatre (en anglais : Final four) se déroule le vendredi 17 et le samedi 18 mai 2019 dans la Sparkassen-Arena, la salle du THW Kiel.
|  | Demi-finales        | Demi-finales  |                        |    | Finale | Finale |
|  | Demi-finales        | Demi-finales  |                        |    | Finale | Finale |
|  |                     |               |                        |    |        |        |
|  |                     |               |                        |    |        |        |
|  |                     |               |                        |    |        |        |
|  | Team Tvis Holstebro | 26            |                        |    |        |        |
|  | Team Tvis Holstebro | 26            |                        |    |        |        |
|  | THW Kiel            | 32            |                        |    |        |        |
|  | THW Kiel            | 32            | THW Kiel               | 26 |        |        |
|  |                     |               | THW Kiel               | 26 |        |        |
|  |                     | Füchse Berlin | 22                     |    |        |        |
|  | Füchse Berlin       | Füchse Berlin | 22                     | 24 |        |        |
|  | Füchse Berlin       |               |                        | 24 |        |        |
|  | FC Porto            | 20            |                        |    |        |        |
|  | FC Porto            | 20            | Match pour la 3e place |    |        |        |
|  |                     |               |                        |    |        |        |
|  |                     |               |                        |    |        |        |
|  |                     |               |                        |    |        |        |
|  | Team Tvis Holstebro | 26            |                        |    |        |        |
|  | Team Tvis Holstebro | 26            |                        |    |        |        |
|  | FC Porto            | 28            |                        |    |        |        |
|  | FC Porto            | 28            |                        |    |        |        |

La finale est remportée par le THW Kiel face à un autre club allemand, le Füchse Berlin :
| 18 mai 2019 20h45 | THW Kiel        | 26 – 22 | Füchse Berlin        | Sparkassen-Arena, Kiel Affluence : 10 285 Arbitrage : Jurinović, Mrvica |
| 18 mai 2019 20h45 | Niclas Ekberg 7 | (16-10) | Bjarki Már Elísson 6 | Sparkassen-Arena, Kiel Affluence : 10 285 Arbitrage : Jurinović, Mrvica |
| 18 mai 2019 20h45 | ×3              | EHF     | ×2 ×3                | Sparkassen-Arena, Kiel Affluence : 10 285 Arbitrage : Jurinović, Mrvica |

| - THW Kiel : N. Landin Jacobsen, Wolff – Duvnjak (3), Reinkind (1) , M. Landin Jacobsen (4), Firnhaber, Weinhold (5) , Wiencek , Ekberg (7), Rahmel, Dahmke, Zarabec (1), Bilyk (1), Pekeler (2) , Nilsson (2). | - Füchse Berlin : Heinevetter, Semisch – Wiede (2), Elísson (6), Holm (1), Struck, Mandalinić (1), Gojun , Lindberg (3), Zachrisson (3), Schmidt, Reißky, Koch , Marsenić (3) , Drux (3). |

## Statistiques
À l'issue de la compétition, les meilleurs buteurs sont :
| Rang | Joueur             | Club                       | Buts |
| ---- | ------------------ | -------------------------- | ---- |
| 1    | Magnus Bramming    | Team Tvis Holstebro        | 100  |
| 2    | Hans Lindberg      | Füchse Berlin              | 79   |
| 3    | Raphaël Caucheteux | Saint-Raphaël Var Handball | 62   |
| 4    | Miloš Vujović      | Tatabánya KC               | 61   |
| 5    | Adrià Figueras     | BM Granollers              | 60   |
| 5    | Timo Kastening     | TSV Hannover-Burgdorf      | 60   |
| 7    | António Areia      | FC Porto                   | 56   |
| 8    | Morten Olsen       | TSV Hannover-Burgdorf      | 54   |
| 9    | Niclas Ekberg      | THW Kiel                   | 51   |
| 10   | Dominik Máthé      | Balatonfüredi KSE          | 48   |